# Larry Shaw
Larry Shaw é um realizador de cinema e televisão norte-americano. Já trabalhou para séries de televisão como Parker Lewis Can't Lose, The X-Files, 21 Jump Street, Star Trek: Next Generation e Lizzie McGuire. Foi produtor e realizador da série Stingray. Posteriormente, começou a trabalhar como co-produtor executivo e realizador recorrente da série Desperate Housewives.